# Antoinette de Mérode
Antoinette Ghislaine de Mérode (Bruxelles, 28 settembre 1828 – Parigi, 19 febbraio 1864) è stata principessa consorte di Monaco dal 1856 al 1864, come moglie di Carlo III.

## Biografia

### Nascita

Stemma del Casato di Mérode

La contessa Antoinette Ghislaine de Mérode nacque a Bruxelles, sestogenita del conte Werner de Mérode (1797-1840) e della contessa Victoire de Spangen-d'Uyternesse (1797-1845).
Tra i suoi cugini e nipoti figurano Francesco Saverio de Mérode e Maria Vittoria dal Pozzo della Cisterna, figlia di sua sorella Louise (1819).  Altri suoi fratelli furono Louis (1821), Theresia (1823), Françoise (1825), Amaury (1827) e Marie (1830).

### Principessa ereditaria di Monaco

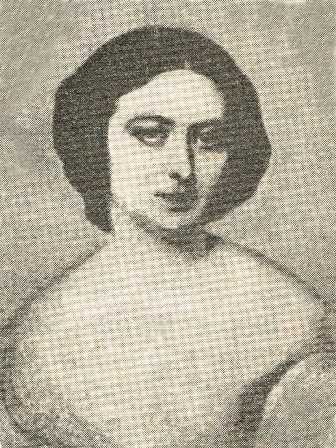
La contessa Antoinette de Mérode

Nel giorno del suo diciottesimo compleanno, il 28 settembre 1846, sposò nella propria città natale il principe ereditario Carlo di Monaco.
A nozze concluse, la coppia si recò a Monaco dove ricevette un'accoglienza entusiastica da parte della popolazione. In seguito si stabilirono a Parigi, dove Antoinette diede alla luce, nel 1848, l'erede al trono Alberto. Ebbe poi una figlia, che morì poco dopo la nascita e venne tumulata a Everberg, nel paese d'origine della madre. Lontana dagli ambienti mondani, la suocera Maria Carolina la introdusse negli eventi sociali e in breve tempo divenne una frequentatrice della corte dell'imperatrice Eugenia.
Nel 1855 partecipò a Versailles a un ballo che si tenne in occasione della visita alla coppia imperiale francese da parte di Vittoria del Regno Unito e Alberto di Sassonia-Coburgo-Gotha. Restò molto affascinata dall'evento e iniziò a desiderare che il figlio sposasse un membro della famiglia reale britannica.

### Principessa di Monaco
Antoinette divenne principessa consorte alla morte del suocero Florestano I e grazie alla generosa dote concessa da suo padre il nuovo principe Carlo III fu in grado di finanziare parte delle spese per abbellire Monte Carlo, di modo da attrarre i turisti più benestanti verso le coste del piccolo principato.
La principessa acquistò a proprie spese il castello di Marchais, situato in Francia e ancora oggi di proprietà della famiglia Grimaldi. Fu lì che si trasferì nell'autunno del 1862, quando le fu diagnosticato un cancro e i medici le consigliarono di lasciare il principato per soggiornare in campagna.
In questo periodo si preoccupò ugualmente del marito, ignorando la sua malattia e intrattenendo con lui e la suocera una fittissima corrispondenza epistolare.

### Morte

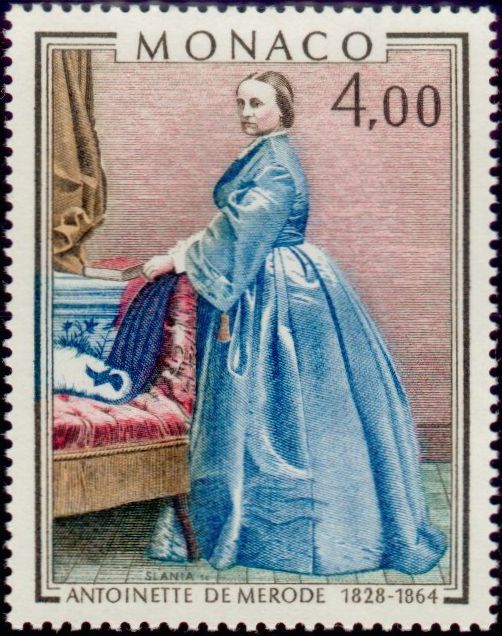
Un francobollo commemorativo

Verso il novembre del 1863 decise di riprendere residenza nel Palazzo dei Principi.
Morì tre mesi dopo a Parigi il 19 febbraio 1864, a 35 anni. Il suo corpo fu trasportato fino a Monaco per essere inumato nella Cattedrale dell'Immacolata Concezione.

## Discendenza
Antoinette de Mérode e Carlo III di Monaco ebbero un figlio e una figlia. Ebbero solo un nipote, al quale lei premorì:
- Alberto Onorato Carlo Grimaldi (Parigi, 13 novembre 1848 - Parigi, 26 giugno 1922), sposò in prime nozze Maria Vittoria Hamilton (Hamilton, 11 dicembre 1850 - Budapest, 14 maggio 1922) e in seconde nozze Maria Alice Heine (New Orleans, 10 febbraio 1858 - Parigi, 22 dicembre 1925). Ebbe un figlio dalla prima moglie:
  - Luigi Onorato Carlo Antonio Grimaldi (Baden-Baden, 12 luglio 1870 - Monaco, 9 maggio 1949)
- Una figlia deceduta poco tempo dopo la nascita, sepolta in una cripta a Everberg, in Belgio.[2]

## Titoli e trattamento

Monogramma di Antoinette

- 28 settembre 1828 - 28 settembre 1846: Contessa Antoinette de Mérode
- 28 settembre 1846 - 20 giugno 1856: Sua Altezza Serenissima, la principessa ereditaria di Monaco
- 20 giugno 1856 - 19 febbraio 1864: Sua Altezza Serenissima, la principessa di Monaco

## Ascendenza
|                                                                                                 |                                                                         |                                                                         | Genitori                                                  |  |  | Nonni |  |  | Bisnonni                                             |  |  | Trisnonni                                             |  |
|                                                                                                 |                                                                         |                                                                         |                                                           |  |  |       |  |  | Philippe Maximilien de Mérode, Marchese di Westerloo |  |  | Jean Philippe Eugène de Mérode, Marchese di Westerloo |  |
|                                                                                                 |                                                                         |                                                                         |                                                           |  |  |       |  |  | Philippe Maximilien de Mérode, Marchese di Westerloo |  |  | Jean Philippe Eugène de Mérode, Marchese di Westerloo |  |
|                                                                                                 |                                                                         | Principessa Charlotte di Nassau-Hadamar                                 |                                                           |  |  |       |  |  | Philippe Maximilien de Mérode, Marchese di Westerloo |  |  |                                                       |  |
| Guillaume Charles de Mérode-Westerloo, Principe di Rubempré e d'Everberghe                      |                                                                         |                                                                         |                                                           |  |  |       |  |  | Philippe Maximilien de Mérode, Marchese di Westerloo |  |  |                                                       |  |
|                                                                                                 |                                                                         | Marie Catherine de Mérode, Principessa di Rubempré e d'Everberghe       | Maximilian de Mérode, Principe di Rubempré e d'Everberghe |  |  |       |  |  |                                                      |  |  |                                                       |  |
|                                                                                                 |                                                                         | Marie Catherine de Mérode, Principessa di Rubempré e d'Everberghe       | Maximilian de Mérode, Principe di Rubempré e d'Everberghe |  |  |       |  |  |                                                      |  |  |                                                       |  |
|                                                                                                 |                                                                         | Marie Catherine de Mérode, Principessa di Rubempré e d'Everberghe       | Catherine Ockermans                                       |  |  |       |  |  |                                                      |  |  |                                                       |  |
| Werner Jean Baptiste de Mérode, Conte di Mérode                                                 |                                                                         | Marie Catherine de Mérode, Principessa di Rubempré e d'Everberghe       |                                                           |  |  |       |  |  |                                                      |  |  |                                                       |  |
|                                                                                                 |                                                                         | Othon Henri d'Ongnies, Conte di Mastaing, Principe di Grimberghe        | Antoine Henri d'Ongnies, Conte di Coupigny                |  |  |       |  |  |                                                      |  |  |                                                       |  |
|                                                                                                 |                                                                         | Othon Henri d'Ongnies, Conte di Mastaing, Principe di Grimberghe        | Antoine Henri d'Ongnies, Conte di Coupigny                |  |  |       |  |  |                                                      |  |  |                                                       |  |
|                                                                                                 |                                                                         | Othon Henri d'Ongnies, Conte di Mastaing, Principe di Grimberghe        | Marie Josèphe de Jauche, Contessa di Mastaing             |  |  |       |  |  |                                                      |  |  |                                                       |  |
| Marie Joséphine Félicité d'Ongnies, Contesa di Mastaing, Principessa di Grimberghe              |                                                                         | Othon Henri d'Ongnies, Conte di Mastaing, Principe di Grimberghe        |                                                           |  |  |       |  |  |                                                      |  |  |                                                       |  |
|                                                                                                 |                                                                         | Marie Philippine Hyacinthe de Mérode, Contessa di Mérode                | Joachim Maximilian de Mérode, Marchese di Deynze          |  |  |       |  |  |                                                      |  |  |                                                       |  |
|                                                                                                 |                                                                         | Marie Philippine Hyacinthe de Mérode, Contessa di Mérode                | Joachim Maximilian de Mérode, Marchese di Deynze          |  |  |       |  |  |                                                      |  |  |                                                       |  |
|                                                                                                 |                                                                         | Marie Philippine Hyacinthe de Mérode, Contessa di Mérode                | Thérèse Jeanne de Mérode, Contessa di Mérode              |  |  |       |  |  |                                                      |  |  |                                                       |  |
| Antoinette de Mérode                                                                            |                                                                         | Marie Philippine Hyacinthe de Mérode, Contessa di Mérode                |                                                           |  |  |       |  |  |                                                      |  |  |                                                       |  |
|                                                                                                 | Charles François de Spangen d'Uyternesse, Conte di Spangen d'Uyternesse | Jacques François de Spangen d'Uyternesse, Conte di Spangen d'Uyternesse |                                                           |  |  |       |  |  |                                                      |  |  |                                                       |  |
|                                                                                                 | Charles François de Spangen d'Uyternesse, Conte di Spangen d'Uyternesse | Jacques François de Spangen d'Uyternesse, Conte di Spangen d'Uyternesse |                                                           |  |  |       |  |  |                                                      |  |  |                                                       |  |
|                                                                                                 | Charles François de Spangen d'Uyternesse, Conte di Spangen d'Uyternesse | Thérèse Le Boeuf, Dama di Watervliet                                    |                                                           |  |  |       |  |  |                                                      |  |  |                                                       |  |
| François Louis de Spangen d'Uyternesse, Conte di Spangen d'Uyternesse                           | Charles François de Spangen d'Uyternesse, Conte di Spangen d'Uyternesse |                                                                         |                                                           |  |  |       |  |  |                                                      |  |  |                                                       |  |
|                                                                                                 |                                                                         | Marie Anne de Croix (detta de Drumez)                                   | Sebastien de Croix, Conte di Clerfayt                     |  |  |       |  |  |                                                      |  |  |                                                       |  |
|                                                                                                 |                                                                         | Marie Anne de Croix (detta de Drumez)                                   | Sebastien de Croix, Conte di Clerfayt                     |  |  |       |  |  |                                                      |  |  |                                                       |  |
|                                                                                                 |                                                                         | Marie Anne de Croix (detta de Drumez)                                   | Marie Le Duc d'Onezies y Hénin                            |  |  |       |  |  |                                                      |  |  |                                                       |  |
| Victoire de Spangen d'Uyternesse, Contessa di Spangen d'Uyternesse                              |                                                                         | Marie Anne de Croix (detta de Drumez)                                   |                                                           |  |  |       |  |  |                                                      |  |  |                                                       |  |
|                                                                                                 |                                                                         | Jacques Albert de Flaveau de Henry de la Raudière, Barone di Loverval   | Jacques Philippe de Flaveau, Barone di Flaveau            |  |  |       |  |  |                                                      |  |  |                                                       |  |
|                                                                                                 |                                                                         | Jacques Albert de Flaveau de Henry de la Raudière, Barone di Loverval   | Jacques Philippe de Flaveau, Barone di Flaveau            |  |  |       |  |  |                                                      |  |  |                                                       |  |
|                                                                                                 |                                                                         | Jacques Albert de Flaveau de Henry de la Raudière, Barone di Loverval   | Louise Martine de Godart, Dama di Ermeton                 |  |  |       |  |  |                                                      |  |  |                                                       |  |
| Louise Xaviere de Flaveau de Henry de la Raudière, Baronessa di Flaveau de Henry de la Raudière |                                                                         | Jacques Albert de Flaveau de Henry de la Raudière, Barone di Loverval   |                                                           |  |  |       |  |  |                                                      |  |  |                                                       |  |
|                                                                                                 |                                                                         | Ernestine Henriette de Cassal de Ny                                     | Guillaume de Cassal, Signore di Ny                        |  |  |       |  |  |                                                      |  |  |                                                       |  |
|                                                                                                 |                                                                         | Ernestine Henriette de Cassal de Ny                                     | Guillaume de Cassal, Signore di Ny                        |  |  |       |  |  |                                                      |  |  |                                                       |  |
|                                                                                                 |                                                                         | Ernestine Henriette de Cassal de Ny                                     | Dieudonnée Henriette Michelle d'Ochain                    |  |  |       |  |  |                                                      |  |  |                                                       |  |
|                                                                                                 |                                                                         | Ernestine Henriette de Cassal de Ny                                     |                                                           |  |  |       |  |  |                                                      |  |  |                                                       |  |